# Arjun Gupta
Arjun Gupta (India, 1960) è un dirigente d'azienda e imprenditore statunitense, fondatore e Amministratore Delegato di Telesoft Partners, una società di venture capital nata nel 1996.

## Studi
Ha conseguito i diplomi di Master of Science (MS) e di Bachelor Science (BS) in Computer Science (Phi Beta Kappa - La più antica e più ampiamente riconosciuta Academic Honor Society) alla Washington State University.
Ha ottenuto, poi, un Master in Business Administration - MBA alla Stanford University.
Ha frequentato nel 1996 l'Executive Management Program alla Harvard Business School - HBS dal titolo “Come rendere i board aziendali più efficaci”.

## Percorso professionale
Arjun Gupta è il fondatore e Amministratore Delegato di Telesoft Partners, una società di venture capital fondata nel 1996. Telesoft fornisce capitali a valore aggiunto alle imprese che operano nel settore della tecnologia, della comunicazione e ad aziende nella catena del valore dell'energia.
Nel corso degli ultimi quindici anni, Telesoft e Arjun Gupta hanno finanziato e contribuito a costruire circa 61 aziende, conseguendo 33 operazioni di fusione e acquisizione e IPO per un valore (in contanti o titoli equivalenti a valori di mercato) di circa 16 miliardi di dollari a far data al 31 marzo 2009.
All'interno di Telesoft, Arjun gestisce gli impegni di capitale di 625 milioni di dollari e mantiene una vasta rete di contatti nelle comunicazioni, della tecnologia e degli ecosistemi di energia.
Arjun ha ricoperto numerosi ruoli da direttore nelle seguenti società: CALIENT, LiteScape, LogLogic, Nexant e Validity.
Per aiutare a commercializzare le nuove tecnologie, Arjun reclutato partner industriali aziendali, tra cui Alltel, Bechtel, T-Ventures (Deutsche Telekom), Nexant, Salesforce.com e Symphony Technology Group.
Arjun è stato in precedenza un Consulente Strategico sulla Tecnologia di McKinsey presso clienti high-tech, dove ha condotto progetti di top management per Apple, AT&T, Advanced Micro Devices - AMD, Siemens e Vodafone.

## Attività sociale
Arjun ha fondato la AG Community Foundation nel 2001 per sostenere progetti per la comunità riguardanti l'istruzione, la ricerca medica, e le arti. La Fondazione ha contribuito a finanziare circa 90 progetti fino ad oggi

## Altre attività
- Membro del consiglio direttivo per la rete Global Leadership dell'Aspen Institute.
- Siede nei board della Stanford Business School, dell'India America Council, di Aspen India, Friends of New Orleans, The East Africa Leadership Foundation e YPO Colorado[3].
- Membro del Consiglio di Amministrazione di Calient, Education.com, Knowledge Adventure, LiteScape, LogLogic, Nexant, Validity Sensors e VoiceObjects.
- "Henry Crown Fellow" presso l'Istituto Aspen[4].
- È stato Consulente aziendale per "Wireless EDS".

## Riconoscimenti
- Gli è stata data una laurea honoris causa (en: Bachelor of Arts - Honors) in Economia dal St. Stephen's College.
- Classificato dalla rivista Forbes tra i Top-100 Technology Venture Investors nel 2006, 2007, 2008 e 2009 (elenchi Midas).
- Cittadino naturalizzato americano in data 19 gennaio 1999

## Curiosità
Appassionato di sci, trekking, immersioni, paracadutismo. Ha completato le maratone di New York e Chicago e ha partecipato a sei spedizioni himalayane oltrepassando i 6.000 metri.